# Burg Braunsberg
Die Burg Braunsberg, auch Braunsburg bzw. Burg Braunsburg genannt, ist die Ruine einer Felsenburg am linken Hang des Aubachs auf der Gemarkung der Ortsgemeinde Anhausen im Norden von Rheinland-Pfalz. Sie ist eine der Stammburgen der wiedischen Grafen.

## Lage
Die Ruine der Höhenburg liegt auf einem Felssporn über dem Aubachtal. Sie ist damit nur von einer Seite einfach erreichbar. Diese Angriffs- und Zugangsseite war durch einen in den Felsen eingetieften, breiten Halsgraben als Annäherungshindernis und einen natürlichen Felsen gegen Angreifer optimal geschützt. Alle anderen drei Seiten sind durch recht steile Abhänge hinunter ins Aubachtal geschützt und daher nur schwer zugänglich. An ein Erstürmen der Burg war von diesen Seiten nicht zu denken, so dass man den Erbauern große Sachkenntnis bei der Wahl des Standortes bescheinigen kann.
Landschaftlich betrachtet liegt die Burgruine auf dem Burgberg (Flurname Braunsberg) auf der zum Niederwesterwald gehörenden Sayn-Wied-Hochfläche auf einer Höhe von 265 m ü. NN, Luftlinie ca. 2 km westsüdwestlich der Ortslage der Gemeinde Anhausen, nordnordöstlich des Stausees im Aubachtal, auf einer gedachten Linie zwischen Altwied (Stadtteil der Stadt Neuwied) und Anhausen, ca. ¾ km nordwestlich der Mitte einer gedachten Linie zwischen Oberbieber (Stadtteil der Stadt Neuwied) und Anhausen.

## Geschichte
Die Burg Braunsberg wurde um 1200 von Bruno I. von Isenburg – später Isenburg-Braunsberg – erbaut. Bruno war mit Theodora von Wied verheiratet. Nach dem Tod des letzten männlichen Erben begründete Brunos Sohn Bruno II. das zweite Grafenhaus der Grafen von Wied. 
Die Burgstätte ist im Besitz der wiedischen Fürstenfamilie und bis heute (Stand 2010) Sitz einer Revierförsterei der fürstlich-wiedischen Forstverwaltung.

## Anlage

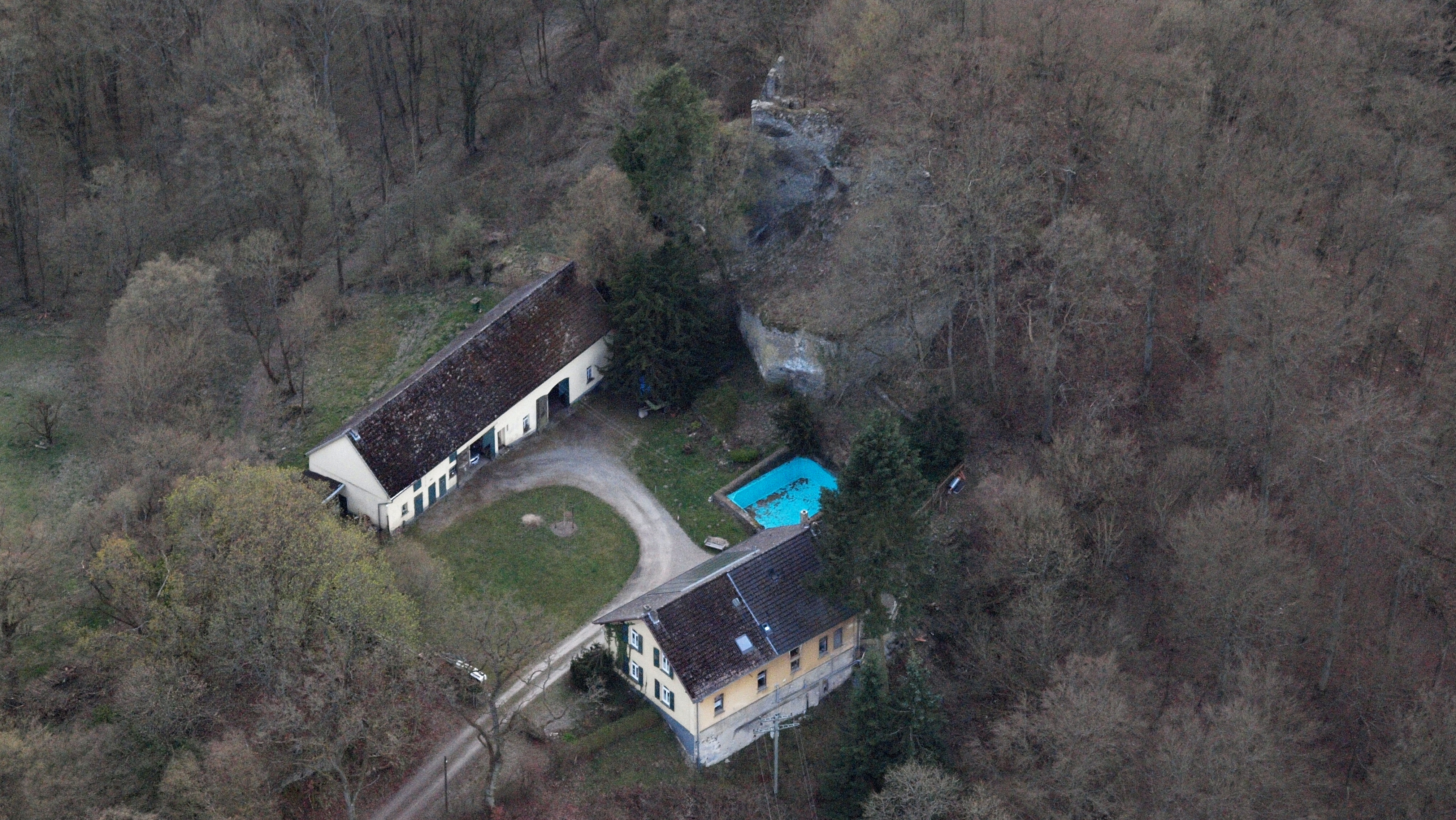
Burg Braunsberg aus südöstlicher Richtung, Luftaufnahme (2015)

Architektonisch handelte es sich um eine seltene Form eines mehrkantigen, gedrungenen Wohnturms. Dieser ist allerdings das Ergebnis späterer Um- und Anbauten, wie sich an den erhaltenen Resten (Stand September 2007) noch erkennen lässt. Die ursprüngliche Form ist aus den Resten sowie aus vorhandenen historischen Fotografien aus dem Innern der Ruine nicht zu rekonstruieren. Eine archäologische Untersuchung könnte hier möglicherweise Aufschluss geben. Diese Option erscheint besonders deshalb interessant, weil der Burgplatz schon seit dem 18. Jahrhundert größtenteils aufgegeben wurde und daher eine großflächige Überbauung nicht stattgefunden hat, somit also Störungen fehlen. Die teils noch bis zu den Dachansätzen aufgehenden Mauern wurden im März 1945 durch US-Artilleriebeschuss fast völlig zerstört. Reparaturen der Kriegsschäden im von der Försterei genutzten Teil der Unterburg haben dort einen neuzeitlich anmutenden Forstbetrieb mit Wohnbereich inmitten des Burggeländes entstehen lassen. Wahrscheinlich haben aber bereits die Zerstörungen in der als „Braunsbergischer Krieg“ in die regionale Geschichtsschreibung eingegangenen Auseinandersetzung zwischen dem Neuwieder Stadtgründer Graf Friedrich III. zu Wied sowie kurkölnischen und kurpfälzischen Truppen in der Zeit nach dem Dreißigjährigen Krieg den ursprünglichen Charakter der Anlage stark gestört. Es soll eine Belagerung und Tote gegeben haben, man war also nicht zimperlich – da damals bereits Geschütze in der Kriegsführung eine maßgebliche Rolle spielten, werden die Verteidigungsanlagen der Burg gelitten haben.